# Ламінарний бокс

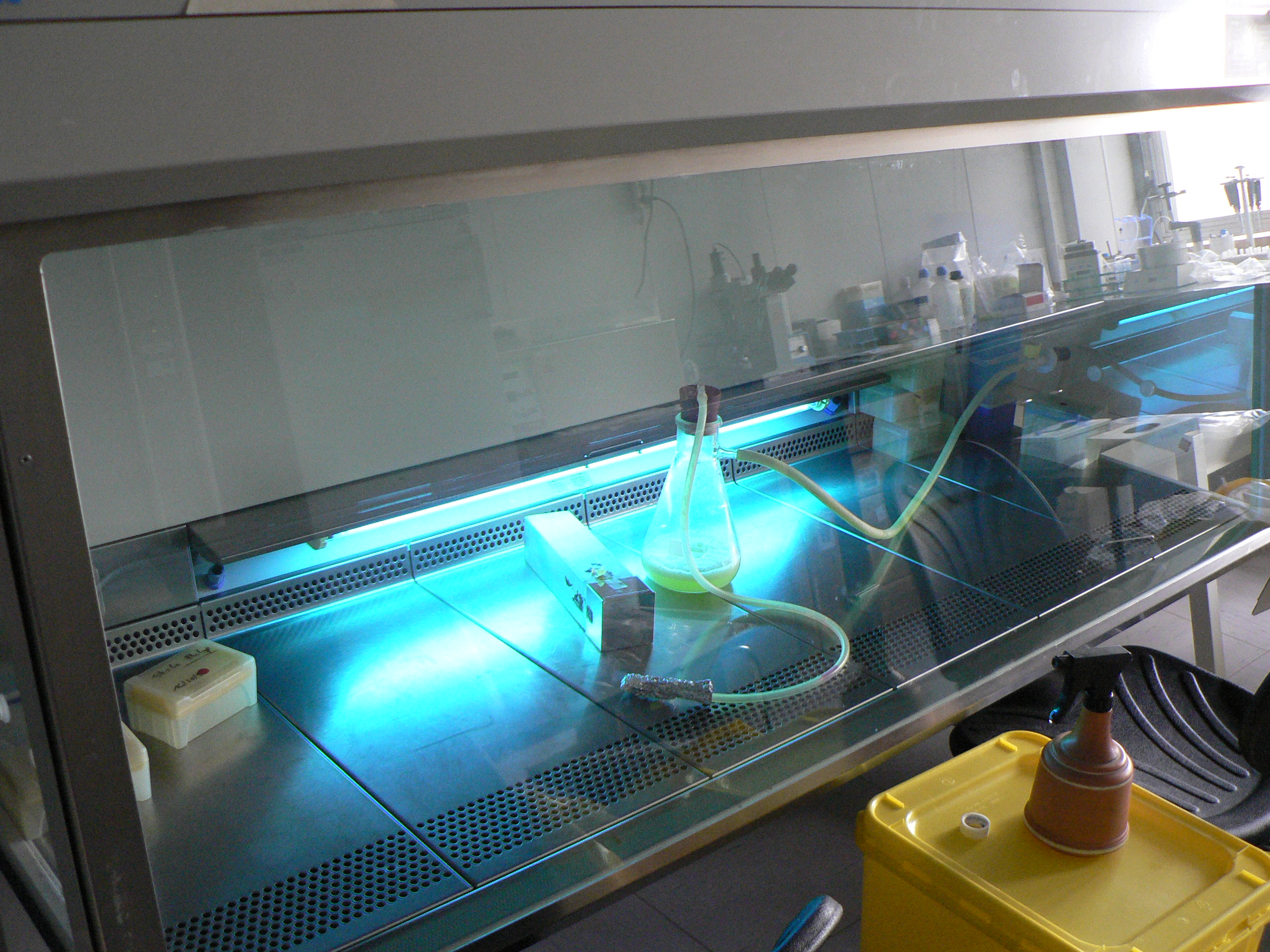
Ламінарний бокс з включеним УФ опроміненням

Ламінарний бокс — лабораторне устаткування, шафа, для роботи з хімічними або біологічними об'єктами в стерильних умовах, призначена для запобігання забрудненню хімічних чи фізичних об'єктів, біологічних зразків або будь-яких інших матеріалів, чутливих до мікрочастинок. Являє собою шафу, що складається із робочого стола, та захисного покривного каркаса, обладнану освітлювачами, ультрафіолетовими лампами і системою подачі всередину чистого, стерильного повітря. Використовується при мікробіологічних, молекулярно-біологічних роботах, роботах з культурою клітин, тканин і органів, напівпровідниковими пластинами. Повітря втягується через фільтр HEPA і подається в бокс ламінарним потоком (рівномірний рух повітря без завихрень). Завдяки напрямку повітряного потоку зразок захищений від користувача, але користувач не захищений від зразка. Шафа (бокс), як правило, виготовляється з нержавіючої сталі, без проміжків або стиків, де можуть збиратися спори та тверді мікрочастинки.
Такі шафи існують як в горизонтальній, так і у вертикальній конфігураціях, і існує багато різних типів шаф з різноманітними схемами повітряного потоку.
Бактерицидні лампи зазвичай працюють протягом 15 хвилин для стерилізації внутрішніх поверхонь бокса. У той час не слід контактувати з ламінарною витяжкою.  За цей час вчені зазвичай готують інші матеріали для досягнення максимальної ефективності. Важливо вимкнути це світло під час використання боксу, щоб обмежити опромінення шкіри та очей, оскільки експозиція ультрафіолетового світла на очі може спричинити рак та катаракту.

## Мікробіологічна безпека

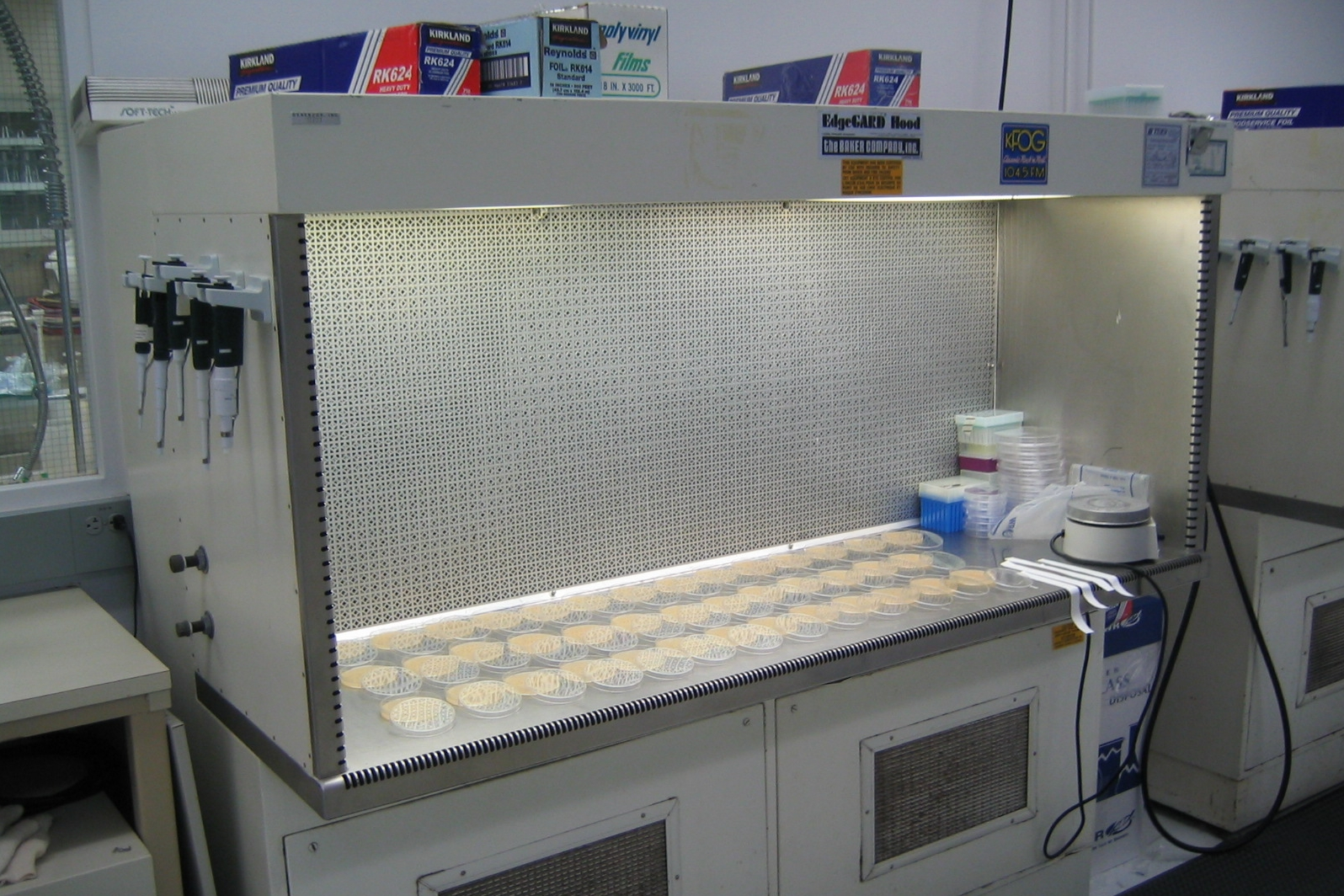
Ламінарний бокс із горизонтальним потоком повітря

При використанні ламінарного боксу не можна домогтися повного захисту оператора, тому існує небезпека його зараження. Для були створені вдосконалені прилади — бокси мікробіологічної безпеки. Існує 3 класи даних боксів, що відповідають 3 класами захисту: 
- I клас захисту — бокс не герметичний, повітря забирається ззовні і проходячи через HEPA фільтр, викидається назовні. В даному випадку завданнями боксу є: забезпечення безпеки оператора, очищення відпрацьованого повітря. На жаль, при використанні апаратів даного класу захисту, може статися випадкове зараження чистих культур об'єктами, які потрапили в бокс із зовнішнім повітрям.

- II клас захисту — бокс також не герметичний, проте в даних апаратах використовується більш вдосконалена система повітрообміну. Вона полягає в тому, що зовнішнє повітря проходить через фільтр і потрапляє в робочу камеру боксу, а потім очищаючись від забруднень фільтрами потрапляє назовні. Незважаючи на те, що йде невеликий забір повітря ззовні без очищення, дана система ефективніша, як в частині захисту оператора, так і в збереженні чистоти культур клітин, мікроорганізмів і т. д.

- III клас захисту — найбільш вдосконалений за ступенем захищеності бокс, так як його робоча камера є повністю герметичною. У ній постійно підтримуються певні умови середовища, такі як стерильність, і дещо негативний тиск. Саме в таких приладах проробляються маніпуляції з мікроорганізмами 1-2 груп патогенності.